# Rue Georges Raeymaekers
Pour les articles homonymes, voir Georges et Raeymaekers.
La rue Georges Raeymaekers (en néerlandais : Georges Raeymaekersstraat) est une rue bruxelloise de la commune de Schaerbeek qui va de la rue Docteur Élie Lambotte au carrefour de la chaussée de Haecht et de la rue de l'Agriculture en passant par le square Apollo et la rue Richard Vandevelde.

## Histoire et description
Georges Raeymaekers est un homme politique belge, né à Bruxelles le 10 mai 1847 et décédé à Saint-Josse-ten-Noode le 17 mars 1912.
La numérotation des habitations va de 1 à 75 pour le côté impair et de 22 à 64 pour le côté pair.